# Bhalay jezik
Bhalay jezik (ISO 639-3: bhx), indoiranski jezik uže indoarijske skupine, kojim govori 8 670 ljudi (1981 popis) u indijskoj državi Maharashtra, u distriktu Amravati. 
Bhalay je jedan od 4 neklasificirana jezika unutar južne indoarijske podskupine. Leksički je najsličniji jeziku gowlan [goj] (90%). U upotrebi su i hindski [hin] i marathi [mar].

## Vanjske poveznice
- Ethnologue (14th)
- Ethnologue (15th)